# Skilda tiders danser
Skilda tiders danser är en svensk kortfilm från 1909 med foto av Walfrid Bergström. Filmen består av fyra avsnitt där olika danser framförs i varierande miljöer av Emma Meissner och Rosa Grünberg.

## Om filmen
Filmen premiärvisades den 21 oktober 1909 på biograf Apollo i Stockholm. Där kom den att repriseras under flera månader. Filmen beledsagades av en påkostad annonskampanj både i Stockholm och i landsorten med flera fotografier ur filmen samt ett brev från Meissner och Grünberg adresserat till allmänheten, innehållandes bland annat en beskrivning av inspelningen. Där framkom att inspelningen ägt rum 1909 i Hagaparken och på dansbanan i Sickla park. Under inspelningen tjänstgjorde en ensam violinist som musiker.
Genom ett referat i Aftonbladet vet man att filmen öppnades med dansen bostonvals, framförd i en modern salong. Därefter framfördes en vals, inspelad på dansbanan i Sickla och med dansarna iklädda kläder från 1860-talet. Sedan flyttades handlingen till Hagaparken och en sandplan där en gavott framfördes. Slutligen dansades en menuett på en väg nära Haga slott. Under denna var dansarna klädda i rokokodräkter.

## Rollista
- Emma Meissner – damen
- Rosa Grünberg – kavaljeren

## Mottagande
Tidningen Aftonbladet gav filmen ett positivt omdöme och skrev "Bilderna ge en verklig illusion. Hvarenda 'pas' stämmer med melodierna, som spelas på ett piano. Och de dansandes minspel kan man tydligt följa alla danserna igenom." Även Sydsvenskans recensent lovordade filmen och berömde "de vackra bilderna". Vidare uttryckte anmälaren en förhoppning om att filmen kunde medverka till att "nutidsungdomen återvände till de verkligt graciösa och konstnärliga danser, hvilka det på våra farmödrars och mormödrars tid hörde till en god uppfostran att kunna."

### Fotnoter
1. 1 2 3 4  ”Skilda tiders danser”. Svensk Filmdatabas. http://sfi.se/sv/svensk-filmdatabas/Item/?itemid=3220&type=MOVIE&iv=Basic&ref=/templates/SwedishFilmSearchResult.aspx?id%3d1225%26epslanguage%3dsv%26searchword%3dSkilda+tiders+danser%26type%3dMovieTitle%26match%3dBegin%26page%3d1%26prom%3dFalse. Läst 8 april 2013.